# 2022년 동계 올림픽 스피드스케이팅 남자 5000m
2022년 동계 올림픽 스피드스케이팅 남자 5000m 경기는 2022년 2월 6일 중화인민공화국 베이징 국가 스피드 스케이팅 체육장에서 열렸다. 경기 결과 스웨덴의 닐스 반 데르 풀이 우승을 차지했으며, 네덜란드의 파트릭 루스트가 은메달을, 노르웨이의 할게이르 엥에브로텐이 동메달을 차지했다. 반 데르 포엘 선수와 엥에브로턴 선수 모두 이번이 첫 올림픽 메달이며, 특히 반 데르 포엘의 금메달은 스웨덴으로서는 1988년 캘거리 동계올림픽에서 토마스 구스타프손이 5000m와 10000m 우승을 차지한 이래 34년 만에 처음으로 스피드스케이팅에서 나온 올림픽 메달이다.
지난 대회 우승자인 네덜란드의 스벤 크라머는 올림픽 기록 보유자이기도 했다. 은메달은 테드얀 블로먼, 동메달은 스베레 룬데 페데르센에게 돌아갔으며 이번 대회에는 세 선수 모두 출전하였다. 다만 페데르센 선수는 5000m 종목에 나서지 않기로 결정하였다. 2021년 세계 종목별 스피드스케이팅 선수권 대회 5000m 종목에서는 닐스 반 데르 포엘이 우승을 차지했고, 파트릭 루스트가 2위, 세르게이 트로피모프가 3위를 차지했다. 올림픽 직전 열린 2021-22년 ISU 스피드스케이팅 월드컵 장거리 종목 4경기에서도 닐스 반 데르 포엘 선수가 선두를 차지했으며, 테드얀 블로먼과 다비드 기오토가 뒤를 이었다. 시즌 최고 기록이자 세계 신기록은 2021년 12월 3일 미국 솔트레이크시티 경기에서 반 데르 포엘 선수가 세운 6분 01초 56이다.
1조에서는 올림픽 3관왕 스벤 크라머가 1위를 점했다. 3조에서 할게이르 엥에브로텐이 크라머의 기록을 7초 앞서며 1위로 올라섰다. 다만 크라머 선수가 보유한 올림픽 기록에는 0.12초 뒤졌다. 같은 조에서 달린 세르게이 트로피모프 역시 2위로 올라섰다. 5조의 파트릭 루스트는 경쟁 선수가 크게 뒤쳐진 관계로 압도적인 독주를 펼치면서 올림픽 신기록을 세웠다. 한동안 유지되던 순위는 마지막조의 닐스 반 데르 포엘 선수가 루스트 선수의 기록보다 뒤쳐지다가 마지막 1000m에서 스퍼트를 내면서 올림픽 기록 갱신과 우승을 차지하게 되었다.

## 예선
남자 5000m에는 총 12명의 선수가 진출할 수 있으며, 한 국가당 최대 3명까지 출전하도록 되어 있다. 2021-22 ISU 스피드스케이팅 월드컵에서 상위 8위에 오른 선수들이 우선 출전권을 부여받고, 나머지 출전권을 부여받지 못한 선수들의 순위를 따져 상위 4위까지 부여하게 된다. 선수 3명을 모두 내보내는 국가는 월드컵 랭킹만을 기준으로 선정하게 된다.
2021년 7월 1일 올림픽 출전 기준기록이 발표되었는데 6분 30초 00으로, 지난 2018년 평창 때와 동일했다. 각 선수들은 국제빙상연맹 (ISU)이 공인한 대회에 출전해 해당 기록을 달성해야 하며, 기한은 2021년 7월 1일부터 2022년 1월 16일까지이다.

## 기록
경기가 열리기 전의 세계 기록과 올림픽 기록, 트랙 레코드는 다음과 같다.
| 유형 | 선수                  | 기록    | 장소                | 날짜            |
| ---- | --------------------- | ------- | ------------------- | --------------- |
|      | 닐스 반 데르 풀 (SWE) | 6:01.56 | 미국 솔트레이크시티 | 2021년 12월 3일 |
|      | 스벤 크라머 (NED)     | 6:09.76 | 대한민국 강릉시     | 2018년 2월 11일 |

이번 대회에서 다음과 같은 올림픽 신기록이 세워졌다.
| 날짜    | 조   | 선수            | 국가   | 기록    | 유형   |
| ------- | ---- | --------------- | ------ | ------- | ------ |
| 2월 6일 | 10조 | 닐스 반 데르 풀 | 스웨덴 | 6:08.84 | OR, TR |

## 결과
| 순위 | 조 | 레인 | 이름                | 국가                 | 시간    | 차이   | 비고 |
| ---- | -- | ---- | ------------------- | -------------------- | ------- | ------ | ---- |
| 1    | 10 | I    | 닐스 반 데르 풀     | 스웨덴               | 6:08.84 |        | OR   |
| 2    | 5  | O    | 파트릭 루스트       | 네덜란드             | 6:09.31 | +0.47  |      |
| 3    | 3  | O    | 할게이르 엥에브로텐 | 노르웨이             | 6:09.88 | +1.04  |      |
| 4    | 3  | I    | 세르게이 트로피모프 | 러시아 올림픽 위원회 | 6:10.27 | +1.43  |      |
| 5    | 6  | I    | 요릿 베르흐스마     | 네덜란드             | 6:13.18 | +4.34  |      |
| 6    | 8  | I    | 알렉산드르 루먄체프 | 러시아 올림픽 위원회 | 6.15.02 | +6.18  |      |
| 7    | 10 | O    | 바르트 스빙스       | 벨기에               | 6:16.90 | +8.06  |      |
| 8    | 8  | O    | 다비데 기오토       | 이탈리아             | 6:16.92 | +8.08  |      |
| 9    | 1  | I    | 스벤 크라머         | 네덜란드             | 6:17.04 | +8.20  |      |
| 10   | 9  | O    | 테드얀 블로먼       | 캐나다               | 6:19.11 | +10.27 |      |
| 11   | 7  | I    | 파트리크 베케르트   | 독일                 | 6:19.58 | +10.74 |      |
| 12   | 6  | O    | 이치노헤 세타로     | 일본                 | 6:19.81 | +10.97 |      |
| 13   | 2  | O    | 펠릭스 레이넌       | 독일                 | 6:19.86 | +11.02 |      |
| 14   | 9  | I    | 루슬란 자하로프     | 러시아 올림픽 위원회 | 6:21.00 | +12.16 |      |
| 15   | 7  | O    | 미켈레 말파티       | 이탈리아             | 6:21.47 | +12.63 |      |
| 16   | 2  | I    | 에머리 레만         | 미국                 | 6:21.80 | +12.96 |      |
| 17   | 4  | O    | 이튼 세푸란         | 미국                 | 6:25.97 | +17.13 |      |
| 18   | 4  | I    | 리비오 벤거         | 스위스               | 6:27.01 | +18.17 |      |
| 19   | 1  | O    | 빅토르 할 토룹      | 덴마크               | 6:28.87 | +20.03 |      |
| 20   | 5  | I    | 안드레아 조반니니   | 이탈리아             | 6:30.11 | +21.27 |      |

- i : 안쪽 레인(인 코스)에서 출발.
- o : 바깥쪽 레인(아웃 코스)에서 출발.

## 범례
|  | 세계 신기록                  |  |                   | 아프리카 신기록 |                      | Q | 예선 통과 |
|  | 올림픽 신기록                |  | 북아메리카 신기록 | DNS             | 경기를 시작하지 않음 |   |           |
|  |                              |  | 아시아 신기록     | DNF             | 경기를 마치지 않음   |   |           |
|  | 국가 신기록                  |  | 유럽 신기록       | DSQ             | 실격                 |   |           |
|  | 개인 최고 기록 (개인 신기록) |  | 오세아니아 신기록 | WD              | 기권                 |   |           |
|  | 시즌 최고 기록 (시즌 신기록) |  | 남아메리카 신기록 | NM              | 기록 없음            |   |           |